# 名立谷浜インターチェンジ

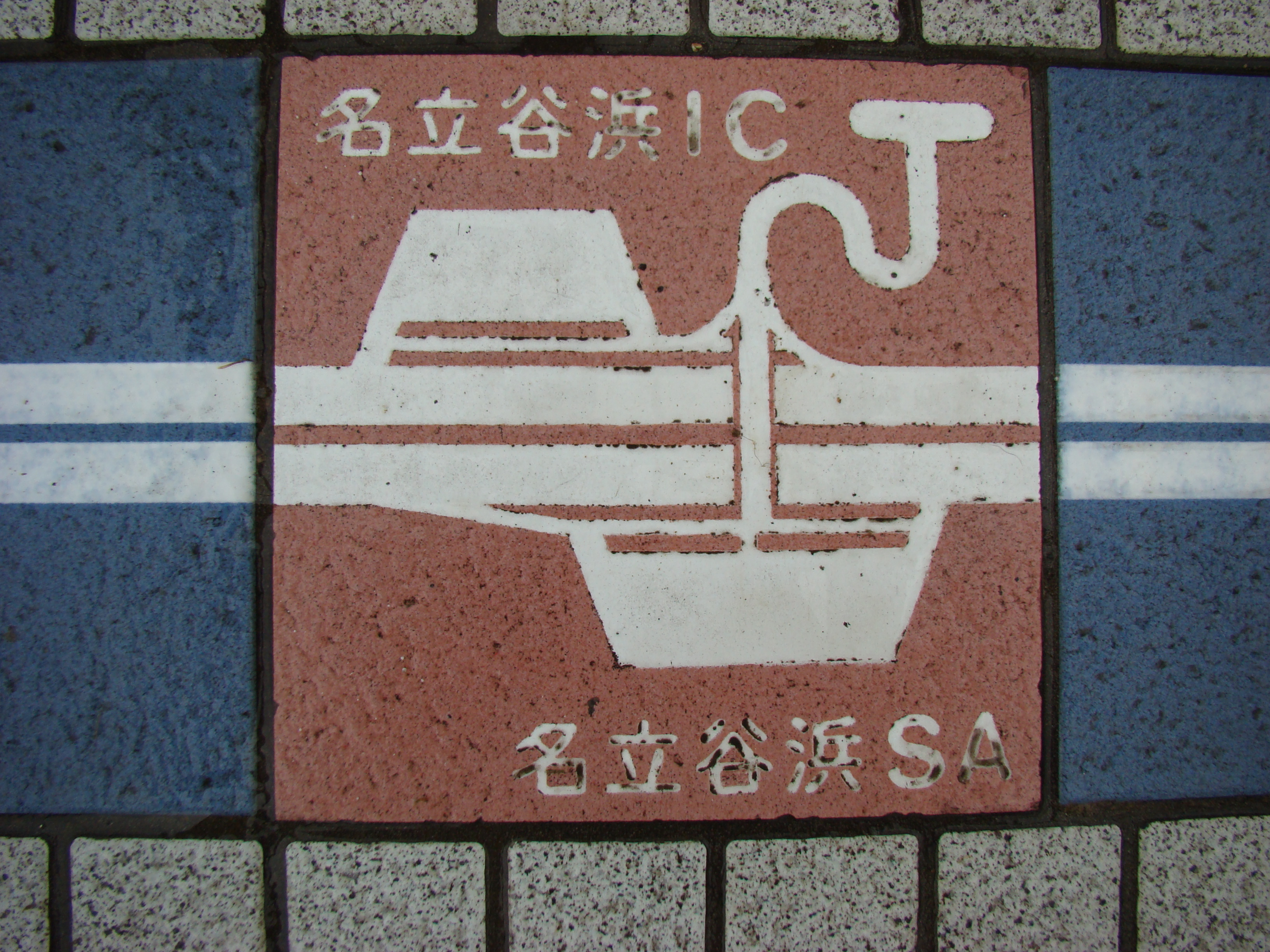
名立谷浜SAの形状。画像左は能生IC方面、画像右は上越JCT方面。なお、このタイルは併設している名立谷浜SAに設置されていた。2009年（平成21年）撮影。

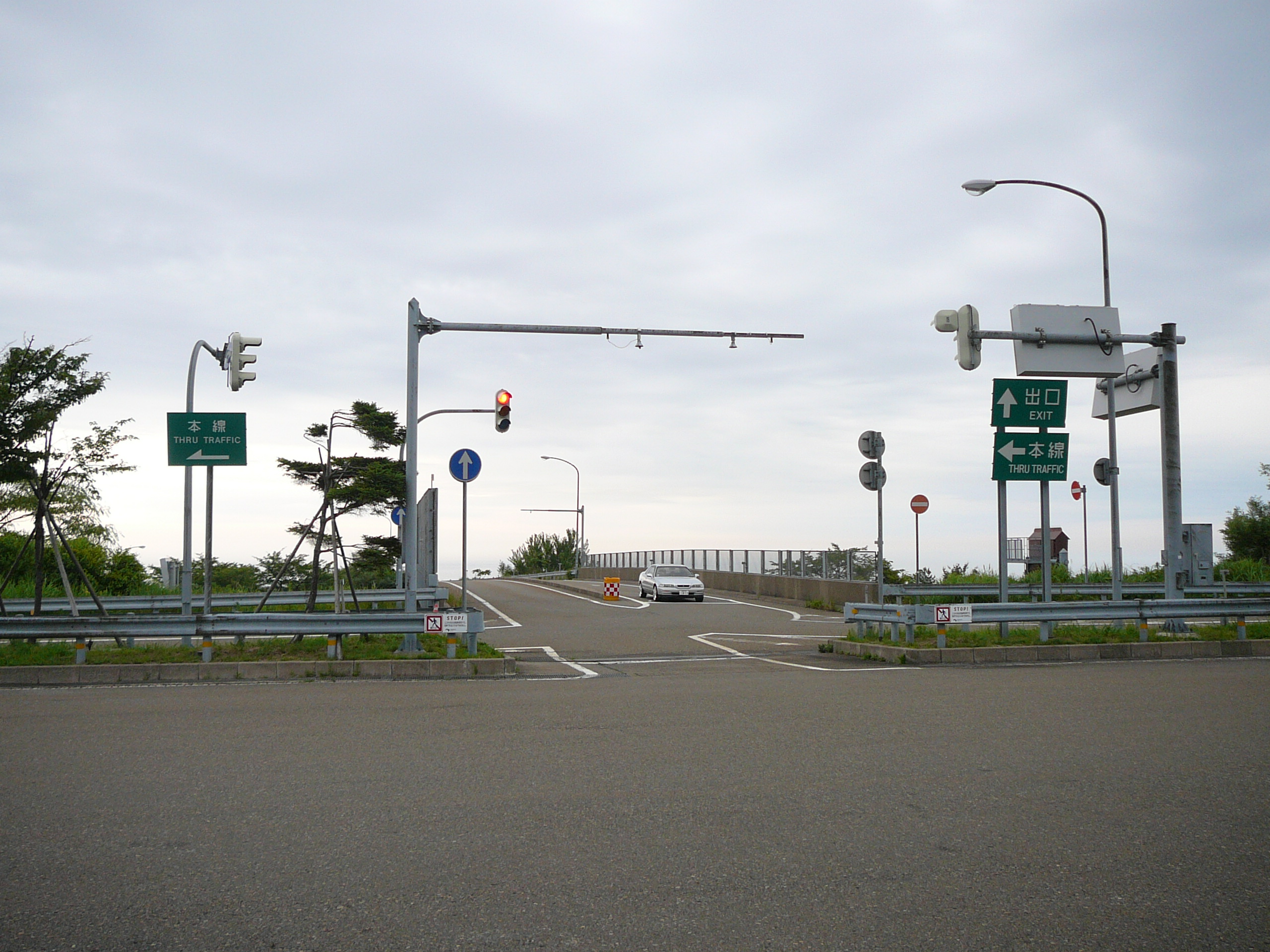
名立谷浜SA 上り線の駐車場からIC出口方向を撮影。

名立谷浜インターチェンジ（なだちたにはまインターチェンジ）は、新潟県上越市大字茶屋ケ原にある北陸自動車道のインターチェンジである。名立谷浜SAを併設しているが、IC流入後、下り線（新潟方面）へ向かう場合のサービスエリアの利用はできない。

## 概要
インターチェンジは平面Y字型で、インターチェンジの流出ランプウェイにサービスエリアを併設する構造になっている。平面Y字型の平面交差部は上り線側にあり、サービスエリアから料金所方面の出口が交差点に接続する十字路になっている。交差点では信号機で一旦停止することになる。

## 歴史
- 1987年（昭和62年）7月21日 - 名立谷浜IC - 上越IC間の開通に伴い、供用開始[1][2]。開通当初は暫定2車線での供用。
- 1988年（昭和63年）7月20日 - 名立谷浜IC - 朝日IC間が開通[4][5][6][7][8]。前述と同様に、開通当初は暫定2車線での供用[5]。
- 1999年（平成11年）10月29日 - 名立谷浜IC - 上越IC間が4車線化[9]。
- 2000年（平成12年）4月25日 - 名立谷浜IC - 能生IC間が4車線化[10]。

## 道路
- E8 北陸自動車道（31番）

直接接続
- 新潟県道87号名立谷浜インター線

間接接続
- 国道8号

## 料金所
- ブース数：4

### 入口
- ブース数：2
  - ETC専用：1
  - 一般：1

### 出口
- ブース数：2
  - ETC専用：1
  - 一般：1（精算機）

## 周辺
- えちごトキめき鉄道日本海ひすいライン 名立駅
- 道の駅うみてらす名立

## 隣
E8 北陸自動車道
(30)能生IC - (31)名立谷浜IC/SA - (31-1)上越JCT